# Aschersoniodoxa
Aschersoniodoxa é um género botânico pertencente à família Brassicaceae.